# Aymane Mourid
Aymane Mourid (árabe: أيمن مريد; Casablanca, 7 de mayo de 2000) es un futbolista marroquí que juega como centrocampista o defensa en el F. C. Baltika Kaliningrado de la Liga Premier de Rusia.

## Trayectoria
Nacido en Casablanca, se unió al Juvenil A del C. D. Leganés en junio de 2018 procedente del Mohammed VI Football Academy en forma de cedido. Consiguió debutar con el filial pepinero el 20 de enero de 2019 al partir como titular en una derrota por 0-2 frente al C. D. Móstoles URJC en la extinta Tercera División.
Ascendió definitivamente al filial para la temporada 2019-20, y anotó su primer gol el 15 de septiembre de 2019 al marcar el tanto de la victoria por 2-1 frente al C. A. Pinto. Debutó con el primer equipo del C. D. Leganés el 17 de diciembre del mismo año, entrando como sustituto en la segunda mitad de Javier Eraso en un empate por 1-1 frente al F. C. Andorra en Copa del Rey, que sería resuelto en los penaltis donde ganó el equipo madrileño, anotando el suyo Aymane.
El 1 de julio de 2020 firmó por el C. D. Leganés de forma permanente con un contrato por cuatro temporadas. Sin embargo, el siguiente 5 de noviembre salió cedido al SCC Mohammédia por un año.
En 2022 se unió al Union de Touarga, donde en tres años marcó un gol en los 81 partidos que disputó. Se marchó a Rusia en junio de 2025 para jugar en el F. C. Baltika Kaliningrado.

## Clubes
Actualizado al último partido disputado el 3 de abril de 2022.
| Club                       | País      | Año       | Partidos | Goles |
| -------------------------- | --------- | --------- | -------- | ----- |
| C. D. Leganés "B"          | España    | 2019-2022 | 40       | 4     |
| C. D. Leganés              | España    | 2019-2020 | 2        | 0     |
| SCC Mohammédia (cesión)    | Marruecos | 2020-2021 | 12       | 0     |
| Union de Touarga           | Marruecos | 2022-2025 | 81       | 1     |
| F. C. Baltika Kaliningrado | Rusia     | 2025-     |          |       |